# Требища (дем Еордея)
Вижте пояснителната страница за други значения на Требища.
Требища или Трепища, понякога Требище (на гръцки: Άγιος Χριστόφορος, Агиос Христофорос, до 1927 година Τρέπιστα, Треписта, на турски: Terepişte, Терепище) е село в Егейска Македония, Гърция, част от дем Еордея на област Западна Македония.

## География
Селото е разположено на 670 m надморска височина, на 4 km източно от Кайляри (Птолемаида), в подножието на планината Каракамен (Вермио).

## История

### Етимология
Според академик Иван Дуриданов етимологията на името Трепища е от личното име *Трепо, произлязло с обратно образуване от *Трепко, а то от *Требко < Трѣб(ь)ко, хипокористикон от композита като полските лични имена Trzebie-mir, Trzebie-sław, Trzebosław, словенските Trebo-bor, Trebi-brat, Trebe-mer, с основа trěb. Йордан Заимов смята, че първоначалното име е *Трьпишта от личното име *Трьпо, което произхожда от глагола трьпѣти. Според Дуриданов в историята на българския език няма данни за развитието на този глагол в *трепя.

### Средновековие
В Средновековието на мястото на Требища има голям град с около 10 000 души население и 22 църкви с гръцко име Панагия (Пресвета) и българско Пречиста. В IX и X век градът влиза ту в границите на Византия, ту в тези на България.
Градът е разрушен от турското завоевание в края на XIV век. Легендата разказва, че при османското завоевание в църквата на манастира „Свети Христофор“ една икона на Богородица започва да плаче и сълзите и остават следи в каменния под. Тази плоча дълги години е обект на поклонение в Требища.

### В Османската империя
В края на XIX век Требища е смесено българо-турско село, като турските му жители са преселници от Коня. Александър Синве („Les Grecs de l’Empire Ottoman. Etude Statistique et Ethnographique“), който се основава на гръцки данни, в 1878 година пише, че в Треписта (Trépista), Мъгленска епархия, живеят 300 гърци. В 1889 година Стефан Веркович („Топографическо-этнографическій очеркъ Македоніи“) пише за Требища:
| „ | На половин час на изток оттук [Инско] се намира смесеното село Трепища с 35 мохамедански къщи и 81 нуфузи. Християнските [български] къщи са 13, семейните двойки 19, а нуфузите 31. Данъкът е 5600 пиастри, а инание-аскерие - 930 пиастри. Селото е разположено на равно място между два неголеми хълма, недалече от река, изтичаща от склоновете на планината Караташ. В селото има много мелници, 1 джамия и 1 църква. | “ |

В 1893 година Атанас Шопов посещава Кайлярско и определя Трепища като българско село. Според статистиката на Васил Кънчов („Македония. Етнография и статистика“) в 1900 година Трепища има 280 жители българи и 250 жители турци.
На Етнографската карта на Битолския вилает на Картографския институт в София от 1901 година Дребена е чисто българско село в Кайлярската каза на Серфидженския санджак с 30 къщи.
Според статистика на Серфидженския санджак на гръцкото консулство в Еласона от 1904 година в Трепища (Τρέπιστα), Кайлярска каза, живеят 100 гърци и 300 турци.
В 1902 година селото преминава под върховенството на Българската екзархия, но след два месеца под натиска на гръцките чети се отказва от нея и се връща към Патриаршията. По-късно отново става екзархийско и по данни на секретаря на екзархията Димитър Мишев („La Macédoine et sa Population Chrétienne“) в 1905 година в селото има 256 българи екзархисти и функционира българско училище.

### В Гърция
През Балканската война в 1912 година в селото влизат гръцки части и след Междусъюзническата война в 1913 година селото остава в Гърция. Боривое Милоевич пише в 1921 година („Южна Македония“), че Трепища (Трепишта) има 40 къщи славяни християни и 60 къщи турци. В 1924 година след гръцката катастрофа в Гръцко-турската война турското население се изселва от Требища и в селото са заселени понтийски гърци бежанци от Турция. В 1928 година селото е смесено местно-бежанско и има 107 бежански семейства с 467 души. В 1927 година селото е прекръстено на Агиос Христофорос (в превод Свети Христофор). В документ на гръцките училищни власти от 1 декември 1941 година се посочва, че в Требища живеят 60 българофонски семейства и 100 бежански от Понт. Според Тодор Симовски съотношението между потомците на местното население и бежанците е 1 към 3.
Традиционно населението се занимава с отглеждане предимно на жито и тютюн.
| Име         | Име          | Ново име     | Ново име    | Описание                                   |
| ----------- | ------------ | ------------ | ----------- | ------------------------------------------ |
| Баглар тепе | Μπαγλάρ Τεπέ | Палиамбела   | Παληάμπελα  | възвишение на Ю от Требища                 |
| Копалца     | Κοπάλτσα     | Ксиропотамос | Ξηροπόταμος | река на С от Требища                       |
| Карлупово   | Καρλούποβο   | Анатоли      | Ανατολή     | връх в Каракамен на ИСИ от Требища (825 m) |
| Балабан     | Μπαλαμπάν    | Какотопос    | Κακότοπος   | местност на СИ от Требища                  |

| Година    | 1913 | 1920 | 1928 | 1940 | 1951 | 1961 | 1971 | 1981 | 1991 | 2001 | 2011 | 2021 |
| --------- | ---- | ---- | ---- | ---- | ---- | ---- | ---- | ---- | ---- | ---- | ---- | ---- |
| Население | 559  | 581  | 704  | 936  | 835  | 909  | 838  | 928  | 791  | 810  | 527  | 434  |